# Jayden Onia Seke
Jayden Onia Seke (8 mei 2009) is een Belgisch voetballer die onder contract ligt bij RSC Anderlecht.

## Clubcarrière
Onia Seke ruilde op jonge leeftijd de jeugdopleiding van KSC Grimbergen voor die van RSC Anderlecht. In de zomer van 2024 ondertekende hij z'n eerste profcontract bij Anderlecht, dat hem tot medio 2027 aan de club verbond. Op 16 augustus 2024 maakte hij z'n profdebuut: op de openingsspeeldag van de Challenger Pro League kreeg hij van Jelle Coen een basisplaats tegen KMSK Deinze. Met zijn 15 jaar, 3 maanden en 8 dagen werd hij zo de jongste speler ooit in het Belgisch profvoetbal, een record dat tot dan in handen was van Jessi Da Silva.

## Clubstatistieken
| Seizoen         | Club            | Land            | Competitie      | Competitie | Competitie | Beker | Beker | Supercup | Supercup | Europees | Europees | Totaal | Totaal |
| Seizoen         | Club            | Land            | Competitie      | Wed.       | Dlp.       | Wed.  | Dlp.  | Wed.     | Dlp.     | Wed.     | Dlp.     | Wed.   | Dlp.   |
| --------------- | --------------- | --------------- | --------------- | ---------- | ---------- | ----- | ----- | -------- | -------- | -------- | -------- | ------ | ------ |
| 2024/25         | RSCA Futures    | Vlag van België | Eerste klasse B | 1          | 0          | —     | —     | —        | —        | —        | —        | 1      | 0      |
| Carrière totaal | Carrière totaal | Carrière totaal | Carrière totaal | 1          | 0          | 0     | 0     | 0        | 0        | 0        | 0        | 1      | 0      |

Bijgewerkt op 16 augustus 2024.
33 Vercauteren ·
34 Bouchouari ·
48 Montegnies ·
50 Barry ·
51 Baouf ·
52 Nicaise ·
53 Colassin ·
59 Vergeylen ·
62 Goto ·
63 Vanhoutte ·
64 Masscho ·
65 Engwanda ·
66 Haentjens ·
67 Moutha-Sebtaoui ·
68 Monticelli ·
69 Ure ·
71 Engwanda ·
73 Lapage ·
74 De Cat ·
77 Mendel-Idowu ·
78 Tajaouart ·
79 Maamar ·
80 Decorte ·
81 Diallo ·
83 Degreef ·
Coach: Coen